# Ensemble Theater Wien
Das Ensemble Theater Wien war ein Theater im 1. Wiener Gemeindebezirk Innere Stadt am Petersplatz.

## Geschichte
1967 wurde das Theater als „Cafétheater hinterm Graben“ von einer Gruppe von Theaterwissenschaftsstudenten (Götz Fritsch, Dieter Haspel, Hilde Berger, Marlies Brudermanns) in der Art der sehr beliebten Pariser Theaterform des café-théâtre gegründet. Nach vielen Intermezzi und verschiedenen Spielorten nannte Hilde Spiel, damals Kritikerin in der F.A.Z., in Theater heute die Gesamtleistung des Ensemble Theaters in der Saison 1974/75 die beste eines Theaters im deutschen Sprachraum. 1977 wurde von Direktor Ernst Haeusserman die bisherige Studiobühne des Theaters in der Josefstadt im Keller des Wiener Konzerthauses dem Ensemble Theater zur Verfügung gestellt. Um die hohen, an Großproduktionen erprobten Ansprüche zu erfüllen, wurde eine doppelte Planung eingeführt: durchgehende Bespielung des kleinen Raums im Konzerthaus, inhaltlich gekoppelt mit Großproduktionen außerhalb des Hauses. 1981 schließlich erfolgte das endgültige Aus auch für diese Spielstätte.
1981 wurde das ehemalige Jazzlokal „Fattys Saloon“ von Fatty George am Petersplatz die feste Bleibe von Theaterleiter Dieter Haspels Theatergruppe – unter dem Namen „Ensembletheater am Petersplatz“ in unmittelbarer Nähe des Ausgangsortes der Gruppe, des Cafés Einfalt in der Goldschmiedgasse. Das Ensemble Theater wurde zur Mittelbühne eingeweiht. Der Charme des Cafétheaters konnte mit dem Barbetrieb als integrierender Bestandteil erhalten bleiben. Das Wiener Kindertheater führte seine Produktionen regelmäßig auf der Bühne des Ensemble Theaters auf.
Mit der Spielzeit 2009 bis 2018 wurde das Theater von Harald Posch und Ali Abdullah geleitet, 2018 bis 2023 von Cornelia Anhaus. Seit 2023 sind die Räumlichkeiten am Petersplatz Teil des Bühnenverbundes Theater am Werk und steht unter der Leitung von Esther Holland-Merten.